# Zeynifelek Hanım
Zeynifelek Hanım, född 1824, död 1842, var den osmanska sultanen Abd ül-Mecid I:s femte hustru.
Hon var ursprungligen abchazer. Hon placerades i det kejserliga osmanska haremet som barn via slavhandeln på Svarta havet. 
När Abd ül-Mecid I besteg tronen år 1839, valdes hon ut till att bli hans femte rangs-hustru. 
Hon beskrevs som svartsjuk och irritabel, vilket ansågs ha förorsakat den lungsjukdom hon dog i.